# Boku no Pico
Pour les articles homonymes, voir Boku et Pico.
Boku no Pico (ぼくのぴこ, Boku no Piko) est une série japonaise d'OVA produite par Natural High. Le producteur l'a décrit comme le premier anime shotacon. La série est constituée de trois épisodes, ainsi qu'un chapitre sous forme de manga, un jeu vidéo en création et une compilation de clips musicaux. À cause du coût élevé de la production d'anime, les personnages furent intensivement testés, du point de vue marketing, avant que la production ne commence.

## Personnages

### Pico
Un adolescent prépubère[Information douteuse] avec cheveux blonds qui travaille à temps partiel, en été, chez son grand-père. Il est souvent présenté nageant, nu ou avec un Speedo bleu. Il porte des habits de fille après que Tamotsu l’a suggéré. Après que Tamotsu n'a pu définir leur relation, Pico se coupa les cheveux et s’enfuit. Dans une relation avec Mokkun et Chico, il est le uke, bien que ce soit réversible par la suite.

### Tamotsu
Surnommé « Mokkun » par Pico, c'est un jeune homme qui initie Pico au sexe. Tamotsu est un employé de bureau et un habitué du café « BeBe ». Il séduit Pico, le confondant avec une jeune fille, mais continue la relation, après s'être rendu compte du vrai sexe de Pico. Plus tard, il achète des habits de fille pour Pico, avec des collants et une culotte, et le convainc de les porter, malgré ses protestations. Il voit Pico comme un objet sexuel, mais montre une vraie inquiétude après que Pico a disparu. Bien qu'il soit peut-être de nouveau en relation avec Pico, il n'est pas présent, ni dans le second, ni dans le troisième OVA. Dans sa relation avec Pico, il est le seme.

### Ojiisan
C'est le grand-père de Pico. Il tient un grand, mais vide, bar, près de la plage, le « BeBe ». Quand Pico vient lui rendre visite pour l'été, il l'aide, en qualité de serveur, habillé avec un tablier rose à froufrous. Il présente Tamotsu à son petit-fils et leur suggère de passer du temps ensemble.

### Chico
C'est un garçon avec cheveux bruns qui développe une relation sexuelle avec Pico. Il est plus jeune et moins expérimenté sexuellement que Pico. Il joue souvent dehors, nu, et regarde secrètement sa sœur se masturber. Dans la plupart des cas, Chico est le seme, malgré son âge, bien que sa relation avec Pico soit quelque peu réversible. Il vit avec sa sœur dans une grande maison dans une zone forestière isolée.

### La grande sœur de Chico
Elle prend soin de Chico. Elle est grande, avec de longs cheveux bleu-noir. Après avoir été vue, au travers d'un fente dans le plafond, en train de se masturber par Chico et Pico, elle est la cause indirecte de leurs expérimentations sexuelles. Elle a une grande collection d'habits et d'objets fétichistes que Pico et Chico utilisent sans sa permission. Après avoir vu les deux garçons en train d'avoir une relation sexuelle, à son retour de l'épicerie, elle se masturbe.

### Coco
Coco est un garçon efféminé avec de longs cheveux noirs, dont Pico croyait initialement que c'était une fille. Coco a une relation sexuelle aussi bien avec Pico qu'avec Chico. Après avoir involontairement créé une jalousie entre les garçons, Coco décide de se distancer des deux autres, mais ils le retrouvent de nouveau à la Tour de Tokyo.

## Média

### OVA
La série est constituée de trois épisodes et d'une réédition du premier épisode: quatre épisodes OVA ont donc été distribués dans la série Boku no Pico. Chaque épisode original a été dirigé par Katsuyoshi Yatabe et produit par Natural High. Le premier épisode a été vendu sur DVD par Soft on Demand, le 7 septembre 2006. Le second suit le 16 avril 2007. Le troisième épisode est sorti le 9 octobre 2008.
Un coffret contenant les deux premiers épisodes ainsi que le CD de la BO a été mis en vente par Soft on Demand, le 19 avril 2007.
Le 11 novembre 2007, le premier OVA a été réédité avec un scénario différent. La version éditée est la seule de la série à être considérée comme appropriée pour les moins de 18 ans.
| No | Titre français               | Titre japonais           | Titre japonais                          | Date de 1re diffusion |
| No | Titre français               | Kanji                    | Rōmaji                                  | Date de 1re diffusion |
| --- | ---------------------------- | ------------------------ | --------------------------------------- | --------------------- |
| 1 | My Pico                      | ぼくのぴこ               | Boku no Piko                            | 7 septembre 2006      |
| Un garçon efféminé, nommé Pico, travaille au café de son grand-père durant l'été, espérant se faire quelques amis. Il rencontre bientôt un homme appelé « Mokkun », qui le séduit, le croyant une fille. Plus tard, dans la maison de Tamotsu, Pico lui demande s'il l'aime, mais il ne dit mot. Pico s'enfuit et se coupe les cheveux. Tamotsu part à sa recherche et tous deux se réconcilient à la fin de l'épisode.                              |                              |                          |                                         |                       |
| 2 | Pico and Chico               | ぼくのぴこ               | Piko to Chiko                           | 19 avril 2007         |
| Pico rencontre un garçon nommé Chico, nageant nu dans la rivière, et les deux deviennent amis. Plus tard, à la maison de Chico, ils allèrent au grenier, où ils peuvent observer la sœur de Chico en train de se masturber. Pico montre alors à Chico que les garçons peuvent aussi faire cela, et les deux ont une relation sexuelle. |                              |                          |                                         |                       |
| - | Pico: My Little Summer Story | pico〜ぼくの小さな夏物語 | Pico: Boku no Chiisana Natsu Monogatari | 11 novembre 2007      |
| Une version éditée du premier OVA, pour des personnes de moins de 18 ans. |                              |                          |                                         |                       |
| 3 | Pico x Coco x Chico          | ぴこ×CoCo×ちこ           | Piko x Coco x Chiko                     | 9 octobre 2008        |
| Pico et Chico rencontrent un garçon efféminé, nommé Coco, qui vit dans une cache dans le métro. Pico tombe gentiment amoureux de Coco, le forçant à se poser des questions sur ses sentiments envers Chico. Son questionnement atteint son paroxysme quand il surprend Coco et Chico ayant une relation sexuelle ensemble, une nuit. Après réconciliation, fuite de Coco et son retour, ils forniquent tous ensemble, au sommet de la tour de Tokyo. |                              |                          |                                         |                       |

### Manga
Un seul chapitre manga, Ame no Hi no Pico to Chico (雨の日のぴことちこ, A Day of Rain for Pico and Chico), a été écrit par Aoi Madoka, et publié en 2007 par Hanaota.

### Jeu
Le 6 avril 2008, il a été confirmé, sur le blog du producteur, qu'un jeu sur PC, avec Pico et Chico, a été lancé en production. Le jeu aura sa propre bande son, son propre thème musical. Le producteur a annoncé sa sortie le 29 janvier 2010.

### Musique
Une compilation de musiques, Boku no Pico PV Song Collection: Boku, Otoko no Ko dayo (ぼくのぴこ PV Song Collection: 〜ぼく、男の子だよ〜, My Pico PV Song Collection: I'm a boy), a été publiée au Japon, le 9 juillet 2009. Le CD dure 30 minutes, et il inclut plus de 8 clips musicaux, avec les personnages des précédents OVAs. Il inclut un karaoké et un sing-along pour chacune des chansons.

### Anecdote
Une plaisanterie récurrente sur la toile implique cette série d'OAV de la manière suivante : lorsqu'une personne non initiée demande le nom d'un quelconque anime (en général en commentaire d'une image ou d'une vidéo parlant de l'animation japonaise), le jeu consiste à lui répondre machinalement « Boku no Pico » au lieu de lui donner une véritable réponse. 